# The Journey to Greenland
The Journey to Greenland (Uma Viagem à Groenlândia) (em francês:  Le Voyage au Groenland) é um filme de comédia francesa de 2016, dirigido por Sébastien Betbeder.  O filme foi exibido no evento ACID do Festival de Cannes de 2016. 

## Elenco
- Thomas Blanchard - Thomas
- Thomas Scimeca - Thomas
- François Chattot - Nathan
- Ole Eliassen - Ole